# Endoskop

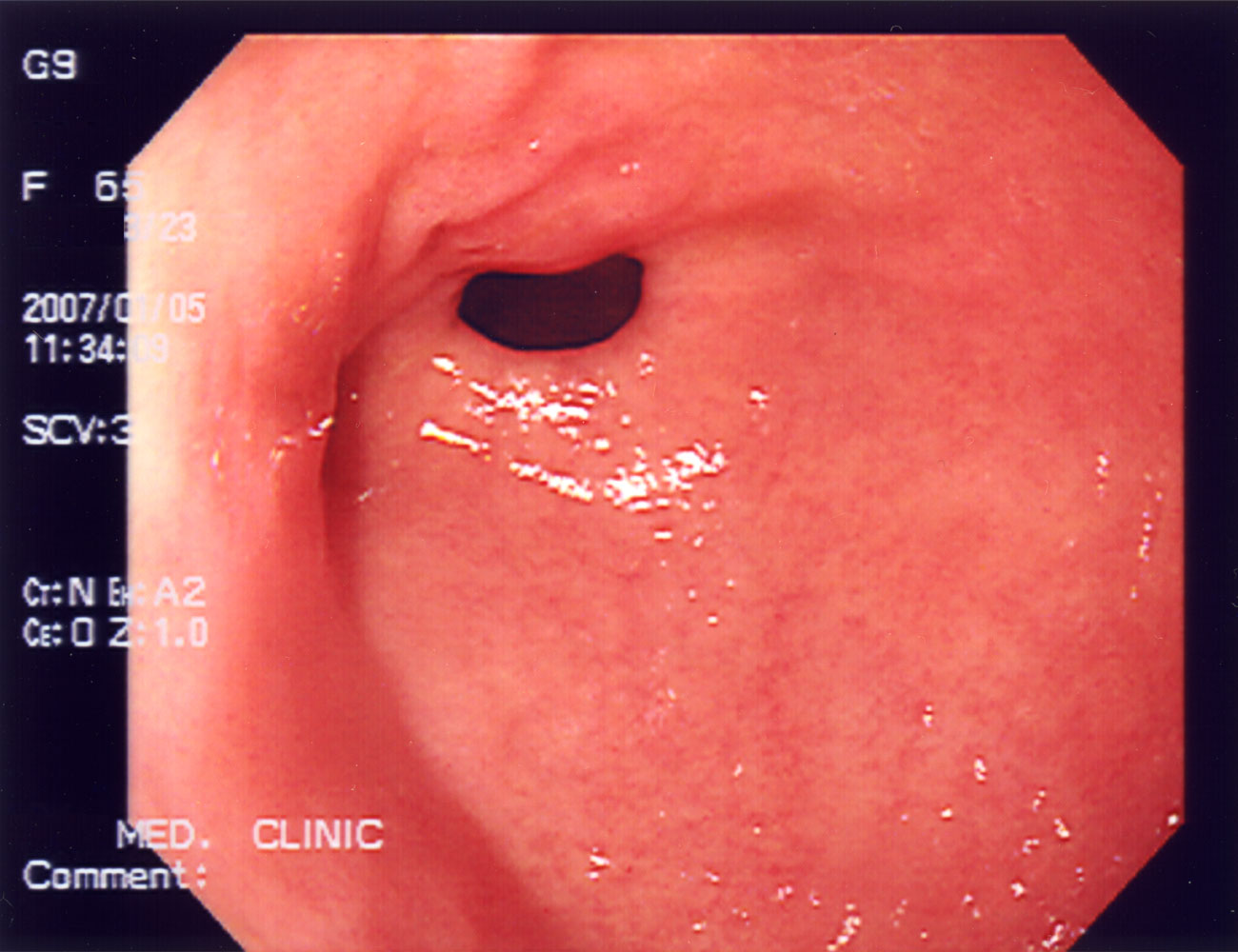
Badanie endoskopowe ludzkiego żołądka

Endoskop (gr. endo „wewnątrz” i skopein „widzieć, oceniać”) – rodzaj wziernika medycznego w formie rury lub przewodu z własnym źródłem światła, służący do badania wnętrza organizmu (jamy ciała, wnętrza przewodu pokarmowego, drzewa oskrzelowego) i wykonywania małoinwazyjnych zabiegów endoskopowych. Obraz jest przekazywany przez układ soczewek i pryzmatów lub – w przypadku fiberoskopu – przez włókna szklane.
Endoskopy są używane także w przemyśle podczas badania stanu technicznego wielu urządzeń technicznych z trudno dostępnymi przestrzeniami, na przykład przy sprawdzaniu jakości spawu w rurach, inspekcji silników okrętowych, badaniu turbin samolotowych.

## Historia

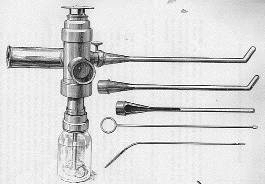
Endoskop sztywny Desormeaux’a

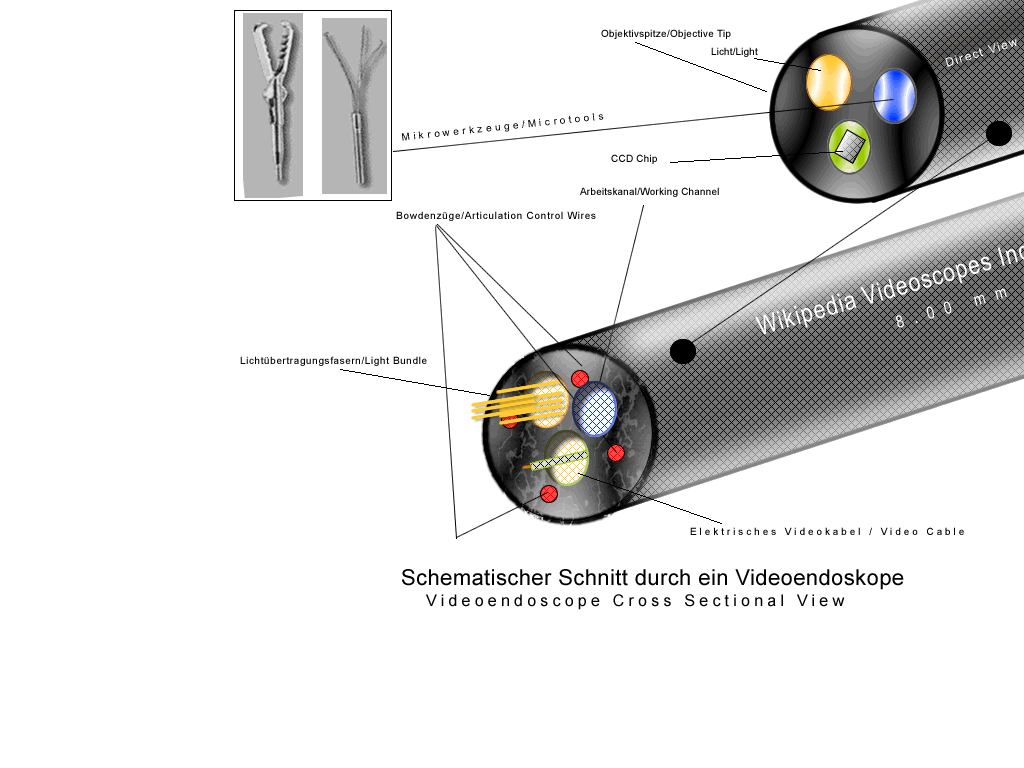
Przekrój poprzeczny wideoendoskopu

Pierwsze próby zaglądania do wnętrza ludzkiego ciała były przeprowadzane już w starożytności. Hipokrates pozostawił opisy wziernikowania odbytnicy i przeprowadzanych drobnych operacji w czasie badania. Wzierniki w tamtym okresie były sztywne, a źródłem światła było światło słoneczne, które odbijano w systemie luster.
Na początku XIX wieku, w 1806, Filip Bozzini jako pierwszy wykonywał badania endoskopowe przy użyciu endoskopów sztywnych własnego projektu. Źródłem światła były wtedy lampy gazowe lub świece, a najczęściej badanymi narządami była: pęcherz moczowy, pochwa, odbytnica i gardło.
Wynalezienie żarówki przez Edisona i zastosowanie jej w 1883 przez Leiter'a poprawiło stopień oświetlenia podczas zabiegów. Z powodu sztywnych endoskopów, które wprowadzano częściowo bez kontroli wzroku, notowano wiele jatrogennych urazów badanych organów. W 1932 Rudolf Schindler (1888–1968) wprowadził endoskop półsztywny, który zmniejszył ilość występowania tych powikłań.
W maju 1958 Basil Hirschowitz na spotkaniu Amerykańskiego Towarzystwa Gastroskopowego w Colorado Springs przedstawił endoskop zbudowany z włókien światłowodowych (fiberoskop), giętki z ruchomą końcówką, który kilka lat później został usprawniony przez zastosowanie tak zwanego zimnego źródła światła – silnej żarówki położonej poza aparatem, której światło przewodzone było do obiektu badanego także poprzez światłowody. W 1971 usunięto polipy jelita grubego, używając endoskopu giętkiego i kompatybilnych z nim mikronarzędzi.
Z powodu skomplikowanej, delikatnej budowy giętkiego endoskopu od początku wystąpiły trudności z jego sterylizacją. Problem ten rozwiązał w 1976 Siegfried Ernst Miederer z grupą swoich współpracowników.
Pierwszy endoskop (wideoendoskop), który przenosił obraz wnętrza badanego narządu w czasie rzeczywistym na monitor za pomocą kamery CCD powstał w 1983. Dalsze zmiany innowacyjne nastąpiły po wprowadzeniu w 2000 roku kapsułek endoskopowych.

## Dane podstawowe
Wśród endoskopów wyróżnia się sztywne i giętkie z ruchomą końcówką. Średnica endoskopów sztywnych waha się między 1,6 do 19 mm i obecnie są używane przede wszystkim w ortopedii, laryngologii i chirurgii do przeprowadzania małoinwazyjnych operacji. Endoskopy giętkie (fiberoskopy) zbudowane są z giętkiego przewodu z optyką z włókien szklanych, lub z kamerą zamocowaną na końcówce i są dostępne o średnicy od 0,3 do 15 mm.  Są używane do badań organów z długą drogą dojścia, np. przewód pokarmowy, czy drzewo oskrzelowe. Do podstawowych składowych zestawu endoskopowego należą: źródło światła, przewód światłowodowy i endoskop. Części składowe różnych producentów najczęściej nie współpracują z sobą bez specjalnych adapterów.

## Endoskopy sztywne

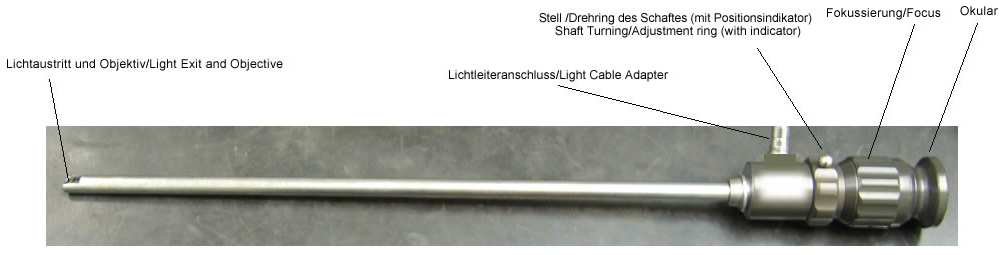
Endoskop sztywny

Endoskopy sztywne są zbudowane ze sztywnej rury, z możliwością wprowadzania odpowiednich instrumentów, na przykład kleszczyków do pobierania materiału biologicznego do dalszego badania. Obraz w endoskopach sztywnych od obiektu badanego do okularu, w który patrzy badający transportowany jest przez system soczewek, co można zaobserwować w artroskopach (endoskop do badania wnętrza stawów) i cystoskopach (endoskop do badania pęcherza moczowego).

## Endoskopy giętkie

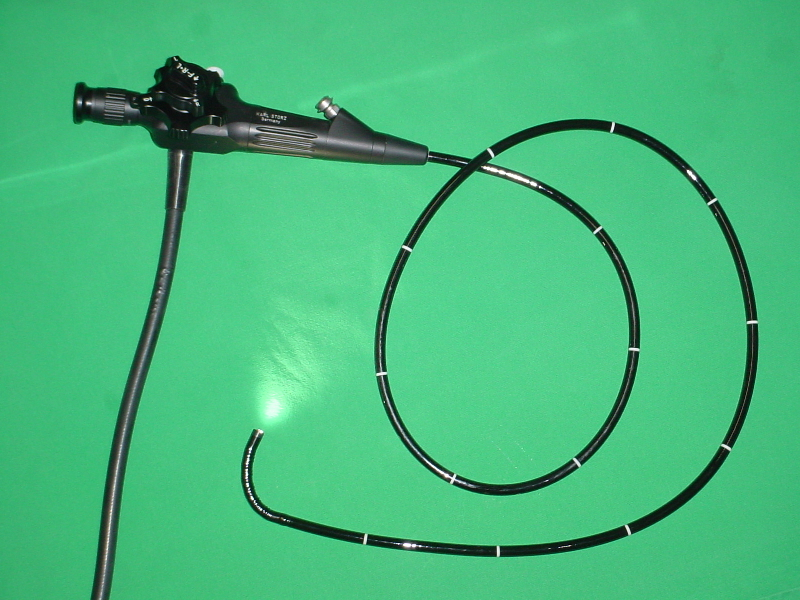
Endoskop giętki (tutaj bronchoskop)

Endoskopy giętkie przenoszą światło i obraz wzdłuż włókien szklanych. W swoim świetle posiadają kanał roboczy, przez który można wprowadzać odpowiednie narzędzia, na przykład kleszczyki do pobrania próbki materiału biologicznego. W swojej obudowie posiadają dwa do czterech cięgieł poruszających zdalnie końcówkę endoskopu w dwóch lub czterech kierunkach (do góry i do dołu, oraz w lewo i w prawo).